# Sergej Erenburg

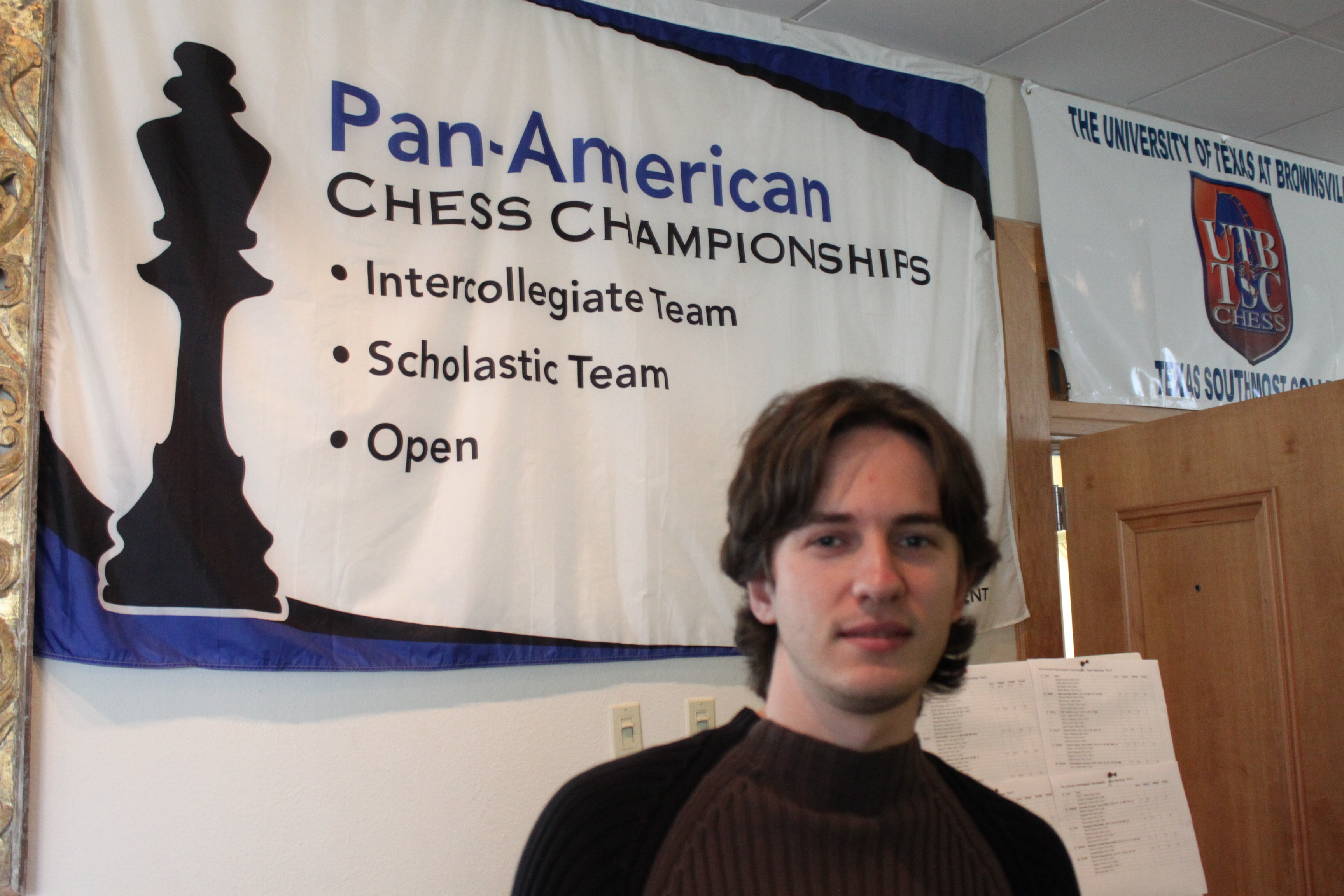
Sergej Erenburg in 2009

Sergej Vladimirovitsj Erenburg (Russisch: Сергей Владимирович Эренбург, Hebreeuws: סרגיי ארנבורג) (Biejsk, 27 januari 1983) is een Russisch-Israëlische schaker. Hij is sinds 2003 een FIDE grootmeester (GM).

## Biografie
Sergej Erenburg werd geboren in Rusland en emigreerde naar Israël toen hij 15 jaar oud was. 
- In 2002 werd hij Internationaal Meester (IM), in 2003 grootmeester (GM).
- In 2003 werd hij derde op het Wereldkampioenschap schaken voor junioren.[1]
- In september 2004 speelde hij mee in het toernooi om het kampioenschap van Israël en hij eindigde met 6.5 punt uit 9 wedstrijden op de eerste plaats. Vitali Golod uit Israël werd tweede, eveneens met 6.5 punt en Konstantin Lerner uit Oekraïne werd met 6 punten derde op weerstandspunten.
- Van 24 september t/m 2 oktober 2005 speelde hij mee in het 14e Monarch Assurance toernooi op het eiland Man waar hij met 6 uit 9 op de negende plaats eindigde.[2]
- In 2005 werd hij met het Israëlische team 2e op het door Nederland gewonnen EK landenteams.
- Ook nam hij in 2005 deel aan het WK landenteams, gehouden in in Beër Sjeva.
- In 2005 nam hij deel aan het toernooi om de Wereldbeker schaken in Chanty-Mansiejsk. In ronde 1 won hij van Zviad Izoria, in ronde 2 werd hij uitgeschakeld door Konstantin Sakajev.
- Erenburg won het Amsterdam Chess Tournament van 2006, samen met Sergei Tiviakov en Friso Nijboer.
- In 2006 werd hij 9e op het Wereldkampioenschap blitzschaak.

In 2007 verhuisde Erenburg naar de Verenigde Staten. Aan de Universiteit van Maryland behaalde hij een baccalaureaat en een masters-titel in wiskunde en statistiek. Hij behaalde een tweede masters-titel in economie aan de Universiteit van Pennsylvania. Van 2008 tot 2011 was hij teamcaptain van het UMBC-schaakteam, in welke periode het team twee Pan-Amerikaanse Universiteitskampioenschappen won (2008, 2009) en twee President's Cups (2009, 2010). 
In januari 2013 liet Erenburg zich overschrijven van de Israëlische schaakfederatie naar de Amerikaanse schaakfederatie.
- Hij werd gedeeld eerste op de volgende toernooien: National Chess Congress (2012), Continental Class Championship (2012), North American Open (2013) en World Open (2013).
- In 2016 won hij het 8e Chesapeake open, met 6.5 pt. uit 7.[4]

Op de ranglijst van de VS is hij 24e, op de wereldranglijst 409e. In december 20212 bereikte hij de Elo-rating 2637.
Voor ChessBase was hij gedurende meer dan 10 jaar analist en schrijver. 
Erenburg woont in Richmond, Virginia, en is werkzaam bij PayPal als senior data scientist.

## Schaakverenigingen
In de competitie van de VS (USCL) speelde hij van 2007 tot 2010 voor Baltimore Kingfishers en in 2011 en 2012 voor Philadelphia Inventors. In de USCL werd hij in 2008 derde in de categorie "Meest Waardevolle Speler", behaalde de tweede plaats in de categorie "Partij van het jaar" en behoorde bij het tweede "All Star Team". In de USCL 2010 werd hij de op één na waardevolste speler, in 2012 behoorde hij tot het eerste "All Star Team".
In Duitsland speelde hij in de seizoenen 2005/06 en 2006/07 voor Sportfreunde Katernberg, in Oostenrijk speelde hij in seizoen 2006/07 voor SK Baden. 